# Óbarok
Óbarok è un comune dell'Ungheria di 797 abitanti (dati 2001). È situato nella contea di Fejér.